# 武广华
武广华（1951年—），山东济宁人，汉族，中华人民共和国政治人物、第十一届全国人民代表大会山东地区代表。
毕业于山东师范大学世界经济专业，是中共党员。担任山东济宁医学院副院长。2008年起担任全国人大代表。